# کالینزویل (تگزاس)
کالینزویل، تگزاس(به انگلیسی: Collinsville, Texas) شهری در ایالت تگزاس از ایالات جنوبی ایالات متحده آمریکا است. در سرشماری سال ۲۰۰۰، جمعیت این شهر ۱۲۳۵ نفر اعلام شد.